# Index Seminum. Napoli
Index Seminum. Napoli (abreviado Index Sem. (Napoli)) es una base de datos  de Index Seminum ubicada en Nápoles.